# Нурово (Харьковская область)
Нурово (укр. Нурове) — посёлок в Веселовском сельском совете Балаклейского района Харьковской области Украины.
Код КОАТУУ — 6320286205. Население по переписи 2001 года составляет 228 (99/129 м/ж) человек.

## Географическое положение
Село Нурово вплотную примыкает к селу Старый Чизвик, находится в балке, по которой протекает пересыхающий ручей. Ручей местами перегорожен дамбами и через 3 км впадает в реку Волосская Балаклейка.

## Достопримечательности
Возле села Нурово находится ботанический заказник местного значення «Нуровский» (укр. «Нурівський»). Площадь — 36,6 га.